# Macrocolus rubripes
Macrocolus rubripes là một loài ruồi trong họ Asilidae. Macrocolus rubripes được Carrera & Papavero miêu tả năm 1962. Loài này phân bố ở vùng Tân nhiệt đới.